# Emerson Brooks
Emerson Franklin Brooks es un actor estadounidense, más conocido por haber interpretado a Ben en la serie All My Children, también es conocido por prestar su voz para darle vida a varios personajes de videojuegos.

## Biografía
Tiene tres hermanas y tres hermanos.
Se graduó de la "Universidad de Arizona" con un grado en negocios y en tecnología de la información.
Antes de convertirse en actor, se unió al ejército y recibió una comisión como oficial de infantería en donde fue un paracaidista del ejército estadounidense. Ha estudiado artes marciales por más de 20 años, entre ellos jiu-jitsu brasileño, muay tai kickboxing, tae kwon do y combate de armas mano a mano.

## Carrera
Ha participado en más de 20 producciones de teatro.
En 2009 interpretó al paramédico González en dos episodios de la séptima temporada de la exitosa y popular serie norteamericana 24. Ese mismo año apareció como invitado en un episodio de la quinta temporada de la serie Lost, donde dio vida a Tony. También interpretó a un abogado en el episodio "Moral Waiver" de la serie Lie to Me.
En 2011 se unió al elenco recurrente de la serie All My Children, donde interpretó a Ben. En 2016 se unió al elenco recurrente de la tercera temporada de la serie The Last Ship, donde interpretó al capitán Joseph Meylan hasta ahora. A principios de marzo de 2017 se anunció que Emerson se uniría al elenco principal de la serie durante la quinta temporada.

## Filmografía

### Series de televisión
| Año             | Título            | Personaje                     | Notas                                               |
| --------------- | ----------------- | ----------------------------- | --------------------------------------------------- |
| 2023            | Station 19        | Robel Osman                   | 3 episodios                                         |
| 2016 - presente | The Last Ship     | Capt. Joseph Meylan           | 5 episodios                                         |
| 2016            | The Goldbergs     | Doug Fell                     | episodio "12 Tapes for a Penny"                     |
| 2016            | NCIS: Los Angeles | Sgt. Hugh Patterson           | episodio "Core Values"                              |
| 2015            | The Comedians     | Oficial de Policía            | episodio "Damage Control"                           |
| 2014            | Star-Crossed      | Hadar                         | episodio "These Violent Delights Have Violent Ends" |
| 2011            | All My Children   | Ben                           | 24 episodios                                        |
| 2010            | The Closer        | Tony Silva                    | episodio "Executive Order"                          |
| 2010            | Justified         | MP Sykes                      | episodio "Veterans"                                 |
| 2010            | Medium            | Oficial de Policía            | episodio "Allison Rolen Got Married"                |
| 2010            | The Forgotten     | Detective                     | episodio "Double Doe"                               |
| 2009            | Flashforward      | Connelly                      | episodio "Gimme Some Truth"                         |
| 2009            | 24                | EMT. González                 | 2 episodios                                         |
| 2009            | Lost              | Tony                          | episodio "The Little Prince"                        |
| 2009            | Lie to Me         | Abogado del Sgt. Scott        | episodio "Moral Waiver"                             |
| 2008            | Numb3rs           | Policía                       | episodio "The Decoy Effect"                         |
| 2008            | ER                | González                      | episodio "The Chicago Way"                          |
| 2008            | The Office        | Reclutador de la Fuerza Aérea | episodio "Job Fair"                                 |
| 2008            | Monk              | Paramédico                    | episodio "Mr. Monk Goes to the Bank"                |

### Películas
| Año  | Título          | Personaje   | Notas                                                                                       |
| ---- | --------------- | ----------- | ------------------------------------------------------------------------------------------- |
| 2016 | Change of Heart | Brian       | junto a Leah Pipes, Rick Malambri, Lindsay Wagner, René Ashton, Adam Croasdell y Hutch Dano |
| 2020 | Deep Blue Sea 3 | Eugene Shaw | junto a Tania Raymonde                                                                      |

### Videojuegos
| Año  | Título                               | Personaje (es)                                              | Notas                                                                       |
| ---- | ------------------------------------ | ----------------------------------------------------------- | --------------------------------------------------------------------------- |
| 2015 | Call of Duty: Black Ops III          | -                                                           | prestó su voz para las voces adicionales / anunciador de los multijugadores |
| 2015 | Devil's Third                        | Bob                                                         | prestó su voz para el personaje                                             |
| 2014 | Far Cry 4                            | Longinus                                                    | prestó su voz para el personaje                                             |
| 2014 | Call of Duty: Advanced Warfare       | Prophet                                                     | anunciador de los multijugadores                                            |
| 2014 | Infamous: Second Son                 | Reportero de Noticias USTV / Peatón                         | prestó su voz para los personajes                                           |
| 2013 | Grand Theft Auto V                   | Población Local                                             | -                                                                           |
| 2013 | Saints Row IV                        | Voces del Steelport Virtual                                 | -                                                                           |
| 2013 | Marvel Heroes                        | Bishop                                                      | prestó su voz para el personaje                                             |
| 2013 | Army of Two: The Devil's Cartel      | Bravo                                                       | prestó su voz para el personaje                                             |
| 2012 | Halo 4                               | -                                                           | prestó su voz para las voces adicionales                                    |
| 2012 | World of Warcraft: Mists of Pandaria | -                                                           | -                                                                           |
| 2011 | Saints Row: The Third                | -                                                           | prestó su voz para las voces adicionales / peatón                           |
| 2011 | Call of Duty: Modern Warfare 3       | -                                                           | -                                                                           |
| 2011 | Skylanders: Spyro's Adventure        | Tree                                                        | prestó su voz para las voces adicionales                                    |
| 2011 | Red Faction Armageddon               | Cultista #1                                                 | prestó su voz para el personaje                                             |
| 2010 | Call of Duty: Black Ops              | -                                                           | prestó su voz para las voces adicionales / anunciador del multijugador      |
| 2010 | Fallout: New Vegas                   | General Lee Oliver / Mayor Polatli Embajador Dennis Crocker | prestó su voz para los personajes                                           |
| 2010 | Prison Break: The Conspiracy         | Anderson / Cook / Prisionero                                | -                                                                           |
| 2009 | Avatar: The Game                     | Beyda'amo                                                   | prestó su voz para el personaje                                             |
| 2009 | Marvel: Ultimate Alliance 2          | Lucas Bishop / Goliath                                      | prestó su voz para los personajes                                           |
| 2008 | Resistance 2                         | Actor                                                       | prestó su voz para el personaje                                             |

## Premios y nominaciones
| Año  | Categoría                                                                                    | Premio                             | VideoJuego/Serie | Resultado |
| ---- | -------------------------------------------------------------------------------------------- | ---------------------------------- | ---------------- | --------- |
| 2015 | Best Vocal Ensemble in a Video Game (junto a Troy Baker, Naveen Andrews, Janina Gavankar...) | BTVA Video Game Voice Acting Award | Far Cry 4        | Nominados |
| 2012 | Outstanding Actor in a Daytime Drama                                                         | NAACP Image Award                  | All My Children  | Ganador   |